# Aken (Elbe)
Pour les articles homonymes, voir Aken.
Aken (prononcé en allemand : [ˈaːkən] ) est une ville située dans le district de Anhalt-Bitterfeld en Saxe-Anhalt.

## Géographie
Aken est située en bordure de l'Elbe, à environ 8 km à l'ouest de Dessau-Roßlau.

### Quartiers
- Kleinzerbst
- Kühren
- Lorf
- Mennewitz
- Obselau
- Susigke

## Politique

### Maire
La maire d’Aken est le social-démocrate Hansjochen Müller depuis 1990. Il a été élu en 1994, en 2001, et dernièrement le 9 mars 2008.

### Jumelages
- Erwitte (Allemagne)
- Anor (France)

## Personnalités

### Enfants de la ville
- Christian Gottlieb Scheidler, compositeur allemand.
- August Ludwig Hülsen, philosophe allemand et appartenant au courant romantique.
- Theodor von Sickel, historien austro-allemand.
- Emilie Winkelmann, architecte allemande.
- Bernd Dießner, athlète allemand.
- Karl Bischoff, germaniste et professeur de secondaire allemand
- Otto Karl Emil Witte, évêque à Hambourg[1]
- Dirk Thiele, reporter de revue sportive allemande.